# Hinode
Hinode (jap. ひので; Sonnenaufgang) ist ein Weltraumteleskop, das von der japanischen Raumfahrtbehörde JAXA mit Beteiligung von ESA, der britischen Forschungsorganisation PPARC und dem Marshall Space Flight Center der NASA zunächst unter dem Namen SOLAR-B entwickelt wurde. Mit dem Satelliten sollen die Wechselwirkungen zwischen dem Magnetfeld der Sonne und der Sonnenkorona untersucht werden. Hinode ist die Nachfolgemission des Satelliten Yohkoh (SOLAR-A), welcher zwischen 1991 und 2001 operierte.
Der Start von Hinode erfolgte mit einer japanischen Trägerrakete vom Typ M-V am 22. September 2006 um 21:36 Uhr UTC vom Uchinoura Space Center an der südlichen Spitze der Insel Kyushu. Hinode war die letzte Nutzlast dieses Raketentyps, da die Produktion der M-V nach diesem Start eingestellt wurde. Der ca. 900 kg schwere Satellit wurde in einem 280 × 686 km hohen Übergangsorbit ausgesetzt, welcher in den Wochen nach dem Start mit satelliteneigenen Triebwerken zu einem 600 km hohen sonnensynchronen Orbit korrigiert werden sollte. Nach dem Start erhielt SOLAR-B den Namen Hinode. Die Mission ist auf drei Jahre ausgelegt.
Im Februar/März 2007 lieferte Hinode erste Bilder im Röntgenbereich, die verwickelte Magnetfelder in der Korona der Sonne zeigen. Durch diese Aufnahmen konnte die Theorie, dass durch solche Prozesse hochenergetische Teilchen erzeugt werden, bestätigt werden.

## Technik
Hierzu sind im Wesentlichen drei Instrumente eingerichtet:
- SOT = Solar Optical Telescope

Dies ist ein Instrument, das im sichtbaren Spektrum den Anteil von 480 bis 640 nm auswertet und einen Ausschnitt der Sonne von 175 km Kantenlänge darstellt. Das Instrument verfügt auch über ein Magnetometer/Magnetoskop zur Ausrichtung.
- XRT = X-Ray Telescope

Ein Röntgenteleskop mit insgesamt zehn Filtern, welches durch Flares (Sonneneruptionen) ausgelöst wird.
- EIS = EUV Imaging Spectrometer

EUV ist extrem kurzwellige ultraviolette Strahlung, die hier untersucht wird. EIS ist das aufwändigste Instrument von SOLAR-B.
Die Aufnahmen und Messungen aller drei Instrumente werden in einem gemeinsamen Signalprozessor zu einem Gesamtsignal verknüpft, jedoch auch einzeln bereitgestellt.
Spezifikationen:
- Masse: 900 kg
- Größe: 1,6 × 1,6 × 4,0 m
- Länge der Solarpanele: 10 m
- Orbit: 600 km circular orbit (sonnensynchron)

## Internationale Partner
- die japanische Weltraumorganisation JAXA
- die US-amerikanische Weltraumorganisation NASA, Marshall Spaceflight Center. Sie übernimmt einen Kostenanteil von 172 Millionen US-Dollar.
- die britische Forschungsorganisation PPARC
- die europäische Weltraumorganisation ESA